# Michel Constantin
| Michel Constantin                         | Michel Constantin                         |
| Kattints az alábbi külső linkek egyikére! | Kattints az alábbi külső linkek egyikére! |
| ----------------------------------------- | ----------------------------------------- |
| Nem található szabad kép.(?)              |                                           |
| külső link · jogvédett                    | Képe a medias.unifrance honlapon          |
| külső link · jogvédett                    | Képe a MUBI cdb.net honlapon              |

Michel Constantin, születési nevén Constantin Hokhloff, (Párizs 15. kerülete, 1924. július 13. – Draguignan, Var megye, Franciaország, 2003. augusztus 28.)  francia filmszínész. Magas, erőteljes testalkata, markáns arcvonásai révén gyakran alakított gengsztereket, verőembereket, garázda fickókat, katonákat, keménykötésű rendőröket. Az 1960–70-es években a bűnügyi filmek egyik legkeresettebb, legnépszerűbb mellékszereplője volt, ilyen filmek plakátjaira gyakran tették az ő arcát. Mozgalmas vígjátékokban is megállta a helyét. José Giovanni és Georges Lautner rendezők egyik kedvenc színésze volt.

## Élete

### Származása, pályakezdése
Apja, Naum Hohlov (oroszosan Konsztantyin Mihajlovics Hohlov, később franciásan Naoum Khokhloff), kalmük származású katonatiszt volt, orosz cári szolgálatban. Az apai család Dzsingisz kánt tartotta egyik felmenőjének. A Tambovi Kormányzóságból költöztek a Varsói Kormányzóságba. Anyja Visztula tartományból (az egykori Kongresszusi Lengyelország területéről) való lengyel-litván nő volt. Lengyelország elszakadásakor távozniuk kellett Varsóból.
Az oroszországi polgárháborúban az apa a fehérekhez csatlakozott, Gyenyikin tábornok Önkéntes Hadseregének (Dobrovolszkaja Armija) tagja lett. Ekkor már két leánygyermeke volt. 1920-ban családjával együtt elhagyta Oroszországot, számos honfitársukhoz hasonlóan. Először Németországba, majd Franciaországba költöztek, Az apa, számos orosz emigránshoz hasonlóan a Boulogne-Billancourt-i Renault-gyárban talált munkát. Harmadik gyermekük, Mihail (Michel) Párizs 15. kerületében született 1924-ben.
A család szűkös anyagi körülmények között élt. Michelt a Renault-gyár iskolájába íratták be, majd ebben az üzemben dolgozott a második világháború végéig. A felszabadulás után kis műhelyt alapított. ahol kötőtűket gyártott. Magas (185 cm) és sportos fiatalember volt, több éven át abban a helyi röplabdacsapatban játszott, amely 1954-ben megnyerte az országos bajnokságot. Többször játszott a francia nemzeti röplabda-válogatottban is. 1951-től bedolgozott a L’Équipe című sport-napilapnak.
1956-ban névtelen mellékszerepet játszott Marc Allégret romantikus vígjátékában, a Sztriptíz-kisasszonyban, melynek a fiatal Brigitte Bardot volt a főszereplője.
1959-ben Jacques Becker rendező amatőr közreműködőket keresett Az odú (Le trou) című börtönfilmjéhez, melyet José Giovanni novellájából készített. A párizsi Santé-börtönből kitörő rabokat kellett alakítani. Fia, Jean Becker ajánlotta röplabdás sporttársát, Michel Khokhloffot, aki meg is kapta a főszerepet a filmben, és ebből az alkalomból felvette a Constantin művésznevet. Az 1960-as film sikere széles körű ismertséget hozott neki, ezzel elindult 35 éven át tartó színészi karrierje.
Az 1970-es évek elején nyaranta még rendszeresen dolgozott animátorként üdülőfalvakban (a toszkánai Cecinában, és a korzikai Zonzában), hogy színészi keresetét kiegészítse.

### Színészi pályája
Az odú sikere nyomán az 1960-as években számos gengszter-szerepet kapott. 1965-ben egy feltételes szabadlábon lévő elítéltet alakított Robert Enrico Nehézfiúk c. filmjében, Lino Venturával és Bourvillel együtt, nagy sikerrel. A következő évben ismét Lino Venturával játszott Georges Lautner Ne nous fâchons pas c. krimi-vígjátékában, majd Jean-Pierre Melville rendező Második nekifutás című, klasszikussá vált bűnügyi filmjében.
Népszerűségéhez hozzájárult, hogy külseje megfelelt a „nehézfiúkról” alkotott kliséknek: atlétikus termet, 185 cm testmagasság, széles váll, kisportolt izmok, hatalmas „pofozó” tenyerek és jellegzetesen szögletes, éles metszésű arc, vastag szemöldök, kemény vonások. Puszta megjelenésével tekintélyt parancsolt, félelmet keltett. Öntörvényű, kemény fickókat játszott, egyes szerepeiben a törvény jó oldalán, máskor a rossz oldalon állókat. E tekintetben hasonlított kollégájához, a szintén ex-sportoló Lino Venturához, akivel négy filmben szerepelt együtt.
José Giovanni rendező neki adta a főszerepet La Loi du survivant (A túlélő törvénye, 1967) című filmdrámájában, a szép Alexandra Stewart oldalán. 1967-ben is ő állt a stáblista élén két kemény bűnügyi filmben, Francis Rigaud Jerk à Istanbul és Alain Cavalier Mise à sac-jában. 1969-ben kitérőt tett a „művészfilmek” területére, játszott Nelly Kaplan szatírikus erkölcs-drámájában, A kalóz menyasszonyában, Bernadette Lafont mellett. 1970-ben visszatért a krimikhez, José Giovanni rendező Címe ismeretlen c. bűnügyi filmjében gonosztevőt játszott. Ellenfelét Lino Ventura alakította. Nagy sikerű krimiket forgatott Jean Delannoy-val (La peau de Torpédo, 1970), Yves Boisset-val (Egy hekus halála, 1970), Jacques Deray-vel (Egy ember halott, 1972), ez utóbbiban Jean-Louis Trintignant-nal állt szemben.
Két 1970-es nemzetközi produkcióba is bevonták. Terence Young rendező Hideg veríték és Sergio Sollima Az erőszak városa filmdrámájában szerepelt, mindkettőben Charles Bronson oldalán. 
1971-ben George Lautner Bohózat lőporral című vígjátékában bukkant fel, Jean Yanne és Mireille Darc mellett. Lautner a főszerepet (Campana rendőrfelügyelőt) adta  neki az 1972-es Volt egyszer egy zsaru krimi-vígjátékában, Mireille Darc és Michael Lonsdale mellett, amely kirobbanó közönségsikert hozott. Ugyanebben az évben Jean-Paul Belmondo és Claudia Cardinale mellett, egy ártatlanul elítélt fickót alakított, marseille-i gengsztermiliőben, José Giovanni rendező A bajhozó című bűnügyi filmjében. 1973-ban Lautner még egy sikeres kémfilm-paródiában is szerepeltette, a La Valise (A bőrönd)-ben, Mireille Darc és Jean-Pierre Marielle társaságában.
Az 1970-es évek közepétől, a francia krimifilmek népszerűségének hanyatlásával Constantin szerepei is ritkultak. 1975-ben Serge Leroy rendező komor filmdrámájában, a Hajtóvadászat-ban szerepelt. Olaszországban forgatott, Sergio Corbuccival és Tonino Valerii-vel. Az 1980-as évek elején néhány nagy közönségsikert hozó filmben szerepelt, Jean-Claude Missiaen Tir groupé-jában, Gérard Lanvinnel; Jean Yanne rendező Deux Heures moins le quart avant Jésus-Christ („Egy és háromnegyed órával időszámításunk előtt”) c. komédiájában Coluche társaságában; és Henri Verneuil Az arany bűvöletében című gengszterfilmjében, Belmondóval.
A ritkuló mozifilmes megbízások mellett Constantine többet szerepelt televíziós produkciókban. Megjelent Az óriási nyomozó című francia-olasz krimi-vígjátéksorozatban, Bud Spencer és Mylène Demongeot mellett. 1985-ben a TF1 tévéadón az „Anagram” című vetélkedő játékvezetőjeként működött hat hónapon keresztül, tőle Daniel Prévost vette át. 1988–1991 között Denys de La Patellière rendező Paparoff című krimisorozatánek lett a főszereplője, egy nyugdíjas rendőr, aki a üdülőfalu röplabdacsapatában játszik. Filmbéli partnerei André Pousse és Michel Duchaussoy voltak. A szerep kezdő színészi éveinek körülményeit idézte fel, ezzel elbúcsúzott a klasszikus krimiszerepektől.». 1991-ben játszotta utolsó mozifilmes szerepét Jean-Pierre Mocky Eladó városában.

### Magánélete
1957. július 13-án vette feleségül Maud Serres tanárnőt, akivel egy évvel korábban ismerkedett meg. 1962-ben született leányuk, Sophie Hokhloff Onimus Constantin. Felesége, Maud Serres 1996-ban elhunyt. Constantin nem nősült újra.
Dél-Franciaországban, Var megyében, Sainte-Maxime városban, saját villájában élt családjával. Szenvedélyes bridzsjátékos volt, a helyi bridzsklub alelnökévé választották. A 2003. augusztusi katasztrofális hőhullám idején hunyt el, szívroham következtében. Hamvait lakóhelyétől nem messze, Hyères-ben, a Gien-félszigeten (ahol feleségével megismerkedett) a Földközi-tengerbe szórták.

## Főbb filmszerepei
- 1956: Sztriptíz-kisasszony (En effeuillant la marguerite); néző a sztriptízbárban
- 1960: Az odú (Le trou); Geo Cassine
- 1961: A férfi, akit Roccának hívnak (Un nommé La Rocca); amerikai gengszterfőnök
- 1963: Maigret és a gengszterek (Maigret voit rouge); Cicero
- 1964: Les gorilles; Otto, a légionárius
- 1965: Nehézfiúk (Les grandes gueules); Skida
- 1966: Ne nous fâchons pas; Jeff
- 1965: Második nekifutás (Le deuxième souffle); Alban
- 1967: La loi du survivant; Stan
- 1967: Jerk à Istambul; Vincent
- 1967: Mise à sac; Georges
- 1967: Dalle Ardenne all’inferno; Rudolph Petrowsky hadnagy
- 1969: Dél csillaga (The Southern Star); José
- 1969: Az idegenek (Les étrangers); Chamoun
- 1969: A kalóz menyasszonya (La fiancée du pirate); André
- 1970: L’ardoise; Théo Gilani
- 1970: Címe ismeretlen (Dernier domicile connu); Greg
- 1970: La peau de Torpédo; Coster
- 1970: Vertige pour un tueur; René
- 1970: Az erőszak városa (Città violenta); Killain
- 1970: Egy hekus halála (Un condé); Viletti
- 1970: Hideg veríték (De la part des copains); Whitey
- 1971: Bohózat lőporral (Laisse aller… c’est une valse); Michel
- 1971: La part des lions; Michel Grazzi rendőrfelügyelő
- 1972: Volt egyszer egy zsaru (Il était une fois un flic…); Campana felügyelő
- 1972: Avec le coeur; tévéfilm; több szerepben
- 1972: Les caïds; Weiss
- 1972: A bajhozó (La scoumoune); Xavier Saratov
- 1972: Egy ember halott (Un homme est mort); Antoine
- 1973: Nehézfiúk (Les hommes); Marius „Fanto” Fantoni
- 1973: Le mataf; Bernard Solville
- 1973: La ragazza di Via Condotti; Palma rendőrfelügyelő
- 1973: La valise; Georges Augier százados
- 1974: Il bestione; Sandro Colautti
- 1974: Un linceul n’a pas de poches; Culli
- 1975: Hajtóvadászat (La traque); Nimier százados
- 1975: Túl a félelmen (Au-delà de la peur); Guilloux
- 1977: Sahara Cross; Carl Mank
- 1977: Les diamants du président; tévé-minisorozat; Georges Lancier
- 1978: Az az átkozott páncélvonat (Quel maledetto treno blindato); Veronique
- 1978: Szegény zsebtolvaj (Plein les poches pour pas un rond…); Steff, le taxi
- 1979: Histoires de voyous; tévésorozat; Michel
- 1981: Fakabát, a maffia koporsója (Il cappotto di legno); Don Vincenzo Talascio
- 1982: Tir groupé; Alexandre Gagnon
- 1982: Deux heures moins le quart avant Jésus-Christ; Secutor (gladiátor)
- 1983: On ne le dira pas aux enfants; tévéfilm; Marc Antoine
- 1984: Az arany bűvöletében (Les morfalous); Édouard Mahuzard adjutáns
- 1985: Le deuxième couteau; tévéfilm; rendőrfelügyelő
- 1985: Leszámolás (La baston); Raoul
- 1987: Marc és Sophie (Marc et Sophie); tévésorozat; Monsieur Bourrec
- 1988: La loi sauvage; Victor Molini
- 1988: Az óriási nyomozó (Big Man); tévésorozat; Xavier Baudin
- 1991: Femme de voyou; tévéfilm; Louis
- 1988–1991: Paparoff, tévésorozat; Paparoff
- 1992: Eladó város (Ville à vendre); Dr Bernier

## További információ
- Michel Constantin a PORT.hu-n (magyarul)
- Michel Constantin az Internetes Szinkronadatbázisban (magyarul)
- Michel Constantin az Internet Movie Database-ben (angolul)
- Michel Constantin a Rotten Tomatoeson (angolul)
- Michel Constantin az AlloCiné weboldalán (franciául)
- Michel Constantin Profile (angol nyelven). famousfix.com. (Hozzáférés: 2023. augusztus 20.)